# Aspidella terranovica
Aspidella terranovica és un fòssil ediacarià amb forma de disc.

## Morfologia
Aspidella té la forma de disc amb anells concèntrics o radis centrípets. El diàmetre dels Aspidella circulars varia d'1 a 180 mm. Altres Aspidella prenen la forma el·líptica, 3-8 cm de llarg i 1-4 cm d'ample.

## Ecologia
La raresa d'individus grossos probablement indica que Aspidella tenia una estratègia r (segons la teoria de selecció R/K) i tenien una gran descendència i la majoria morien joves. Són més comuns en sediments d'aigües profundes.

## Descobriment
El 1872, Elkanah Billings descrigué els fòssils d'Aspidella terranovica de Duckworth Street a St. John Terranova sense identificar que es tractava d'animals. Va ser el primer organisme ediacarià descobert. Durant dècades no es va reconèixer que eren del període precambrià fins que ho va determinar Reg Sprigg.

## Sistemàtica i taxonomia
Aspidella deriva del diminutiu de l'escut rodó grec aspis (ἀσπίς).
Altres sinònims d'Aspidella:
- Beltanella
- Cyclomedusa
- Glaessneria
- Irridinitus
- Jampolium
- Madigania
- Medusinites
- Paliella
- Paramedusium
- Planomedusites
- Protodipleurosoma
- Tateana
- Tirasiana
- Vendella

## Ocurrència
Entre els altres llocs on es troba Aspidella hi ha la Península Bonavista id Mistaken Point de Terranova i la Colúmbia Britànica. Els fòssils d'Aspidella es troben datats en 610 milions d'anys i potser 770 milions d'anys.